# Enchentes no Rio Grande do Sul em 2023
Os desastres naturais no sul do Brasil em setembro de 2023, nos quais as enchentes no Vale do Taquari estão inclusas, deixaram cerca de 359 mil atingidos, 5 mil desabrigados e mais de 21 mil desalojados, além de 54 mortes e 4 desaparecidos. Foi o terceiro maior desastre natural no Rio Grande do Sul em número de mortes, atrás somente das enchentes de 1959 e das enchentes de 2024. Em Santa Catarina houve uma morte e registros de feridos.
A formação de uma frente fria e de uma corrente de jato em baixos níveis junto ao ciclone agravou a situação meteorológica e provocou uma enorme quantidade de chuva, fortes rajadas de vento e queda de granizo no estado e em partes de Santa Catarina.

## Histórico meteorológico
No dia 30 de agosto o Centro Nacional de Monitoramento e Alertas de Desastres Naturais (Cemaden) tomou conhecimento de uma nova situação de risco no Sul do Brasil e no dia 31 foi realizada uma reunião com a Defesa Civil dos estados do Rio Grande do Sul, Santa Catarina, Paraná e Mato Grosso do Sul. O aviso previa chuvas de 200 milímetros para as regiões norte, central e dos vales do Rio Grande do Sul. Ainda no dia 31 o Centro Nacional de Gerenciamento de Riscos e Desastres (Cenad) começou a monitorar com o Instituto Nacional de Meteorologia (Inmet) e convocou uma reunião de alinhamento com os representantes dos estados do RS, SC, PR e MS.
Também no dia 31 portais de meteorologia, entre eles da Metsul e do Tempo-Meteored, começaram a divulgar informações sobre o cenário de risco no RS nos próximos dias, enquanto a Defesa Civil alertava em seu Twitter que "uma área de baixa pressão combinada com um fluxo de umidade vindo da Amazônia" traria "chuvas nas regiões Oeste e Norte do RS".
No dia 3 de setembro o Inmet emitiu um alerta vermelho, de "grande perigo", o maior da escala, e no mesmo dia a meteorologista Estael Sias da Metsul explicou que no dia 4 "um centro de baixa pressão, uma frente fria e uma corrente de jato em baixos níveis" atuariam juntos causando o tempo severo, enfatizando que era um centro de baixa pressão que estaria sobre o Rio Grande do Sul e não um ciclone extratropical propriamente dito.

### Influência do ciclone nas enchentes

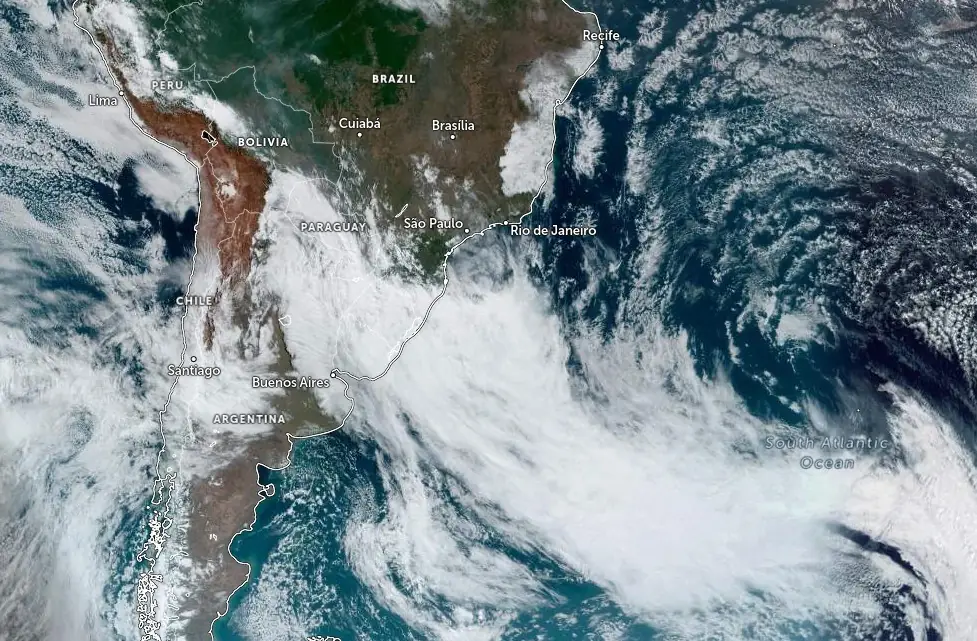
Ciclone extratropical na costa do Brasil em 4 de setembro de 2023

Técnicos da empresa de previsões meteorológicas MetSul afirmaram que o ciclone tropical não estava sobre o território do Rio Grande do Sul no momento em que ocorreram as precipitações extremas, mas sim em alto mar, ao contrário do noticiário prevalente na mídia.
A meteorologista Maria Angelica Gonçalves Cardoso, da Universidade Federal de Pelotas, também disse que o ciclone se formou em alto mar e não atingiu o Vale do Taquari. "Área de baixa pressão que atravessou o estado, uma frente fria com fluxo de umidade dos trópicos, fluxo extenso de ar quente e sistema de baixa pressão que se deslocou da Argentina e atravessou o estado", afirmou.
Ao jornal Zero Hora, no entanto, o professor Rafael Rodrigo Eckhardt, da Universidade do Vale do Taquari (Univates) e também pesquisador da área de desastres, disse que a chuva também teve origem na formação do ciclone tropical e que ocorreu uma combinação de fatores, opinião compartilhada por Henrique Repinaldo, meteorologista do Centro de Pesquisas e Previsões Meteorológicas da Universidade Federal de Pelotas (CPPMet/UFPel) e pelo INMET em alerta feito em 1º de setembro de 2023.

## Consequências

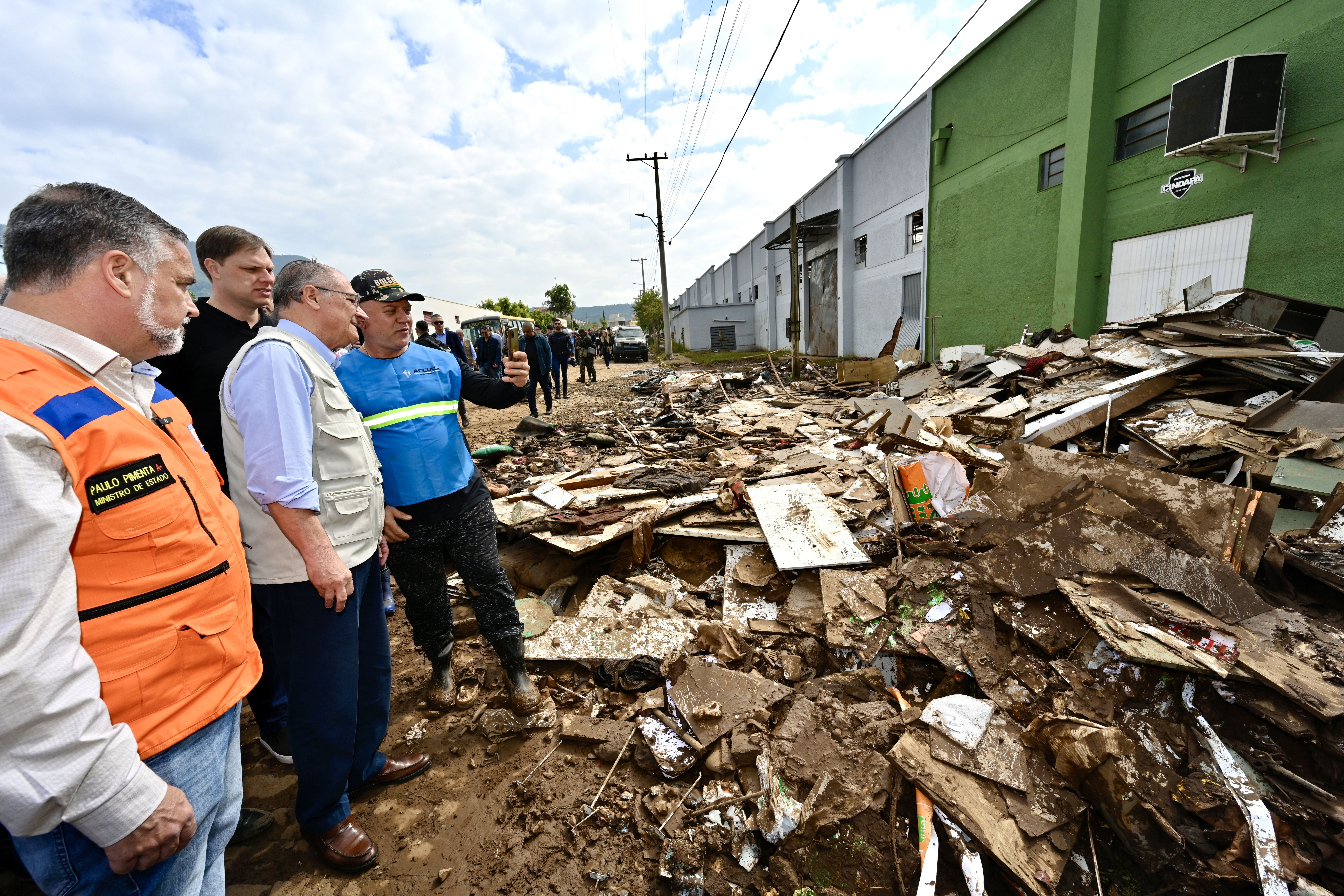
Destruição em Roca Sales causada pela passagem do ciclone registrada durante visita do vice-presidente Geraldo Alckimin em 8 de setembro

Conforme o último boletim divulgado pela Defesa Civil do RS em 19 de setembro, foram contabilizados 47 óbitos e existiam 10 desaparecidos, 943 feridos, 3.130 pessoas resgatadas, 4.855 desabrigados e 21.095 desalojados. Ao todo, 359.893 pessoas em 106 cidades foram afetadas pelas enchentes. Segundo a Confederação Nacional de Municípios, a passagem do ciclone causou prejuízo de 1,3 bilhão de reais, sendo que o comércio no Vale do Taquari teve perdas de 423,8 milhões de reais. Foram registradas mortes no seguintes municípios: uma (1) em Bom Retiro do Sul, Encantado, Imigrante, Mato Castelhado, Passo Fundo, Santa Teresa e São Valentim do Sul; duas (2) em Colinas, Estrela e Ibiraiaras; três (3) em Lajeado; cinco (5) em Cruzeiro do Sul; 12 em Roca Sales e 16 em Muçum.
A Defesa Civil estimou que mais de 359 mil pessoas tenham sido afetadas após as fortes chuvas. As enchentes invadiram as cidades e comunidades rurais, causando estragos em 106 municípios. No estado diversos agricultores e pecuaristas relataram prejuízos, com perdas de plantações, animais, maquinários e infraestruturas. Em Roca Sales moradores enfrentaram a escassez de alimentos e água potável. Muitos reaproveitaram alimentos que estavam na lama em frente a um supermercado que ficou destruído. Assim como Roca Sales, diversos municípios ficaram sem energia elétrica, sem sinal de telefone e sem acesso a internet. Aproximadamente 100 mil pessoas ficaram sem eletricidade. As aulas na rede de ensino foram suspensas na região, sendo que pelo menos 110 instituições de educação foram atingidas em 60 municípios.

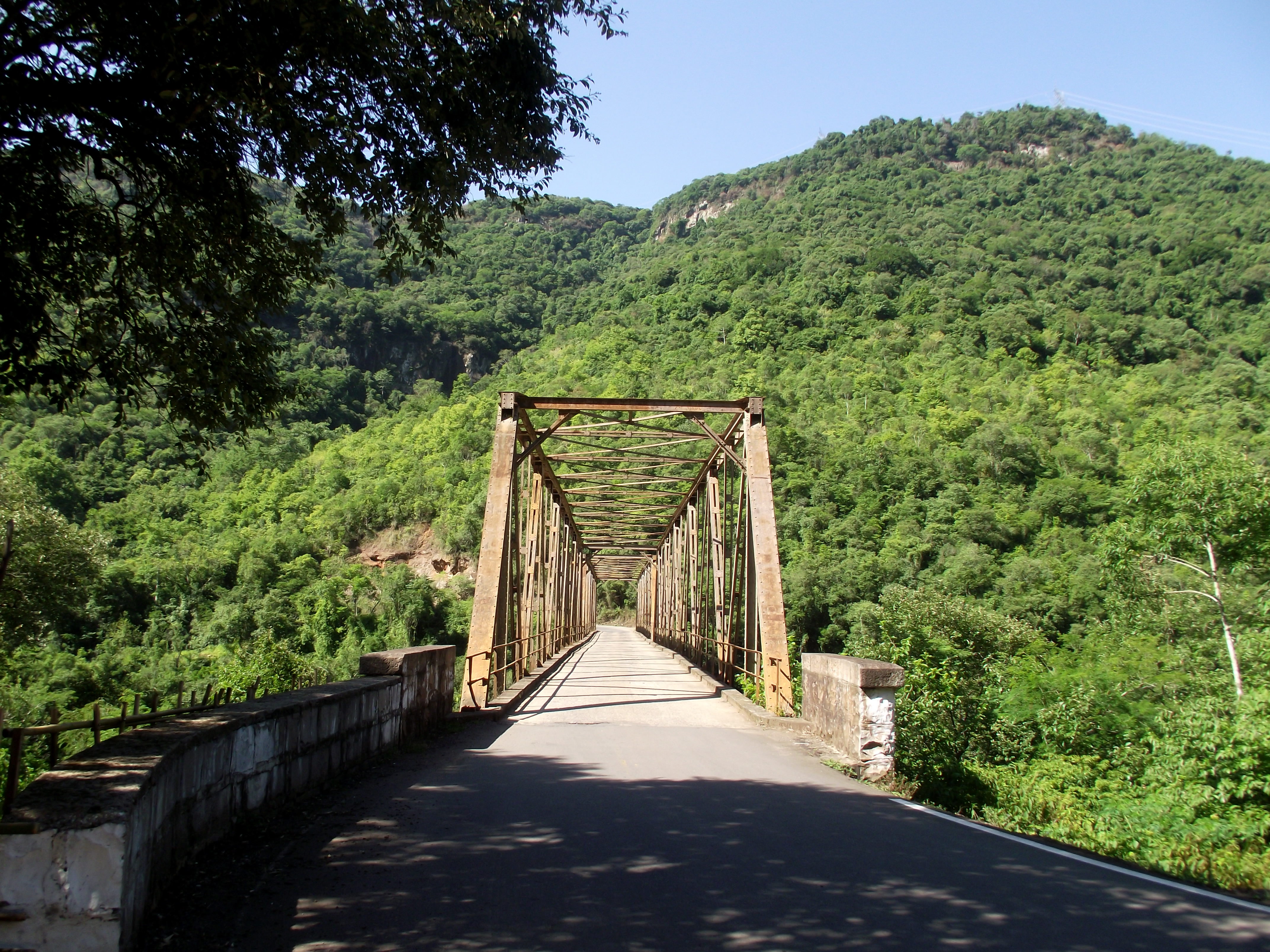
A ponte de ferro sobre o rio das Antas, entre Farroupilha e Nova Roma do Sul, foi levada pela força da correnteza

Os danos na infraestrutura por conta das condições meteorológicas causaram o bloqueio parcial ou total de 16 rodovias que cortam o território gaúcho. Entre elas, na ERS-431 em Bento Gonçalves, no limite com São Valentim do Sul, e a histórica ponte de ferro sobre o rio das Antas, entre Farroupilha e Nova Roma do Sul, foi levada pela força da correnteza das águas. Além disso, a estrutura destinada aos veículos da Ponte Rodoferroviária Brochado da Rocha, entre Muçum e Roca Sales, também foi levada pelas águas do rio Taquari. Até o dia 9 de setembro pelo menos oito trechos de rodovias seguiam com bloqueios totais ou parciais e no dia 19 seis trechos de rodovias tinham bloqueios totais ou parciais.

### Efeitos secundários em Santa Catarina
A Defesa Civil de Santa Catarina confirmou que um tornado atingiu a zona rural do município de Santa Cecília, com ventos de até 100 km/h na noite de 3 de setembro, antecedendo a formação do ciclone. O fenômeno meteorológico  foi favorecido pela frente fria associada ao aprofundamento do sistema de baixa pressão sobre o Rio Grande do Sul (que faria sua ciclogênese para o ciclone extratropical entre os dias 4 e 5) combinado também ao intenso fluxo de calor e umidade vindos do norte do país.
No oeste de Santa Catarina bovinos foram atingidos por raios e morreram eletrocutados no município de Planalto Alegre durante um temporal no dia 4 de setembro. Ainda no oeste a cidade de Xanxerê registrou ventos de 113 km/h às 16 horas, com diversos destelhamentos, e em Chapecó as rajadas de ventos chegaram a 96 km/h. No norte do estado, em Canoinhas, houve destelhamento de casas, queda de árvores e fios da rede elétrica e de telefonia foram atingidos por placas. Aproximadamente 126 mil Unidades Consumidoras (UCs) ficaram sem energia no estado. Em São Lourenço do Oeste foi registrado a queda de uma torre de transmissão.

## Resposta

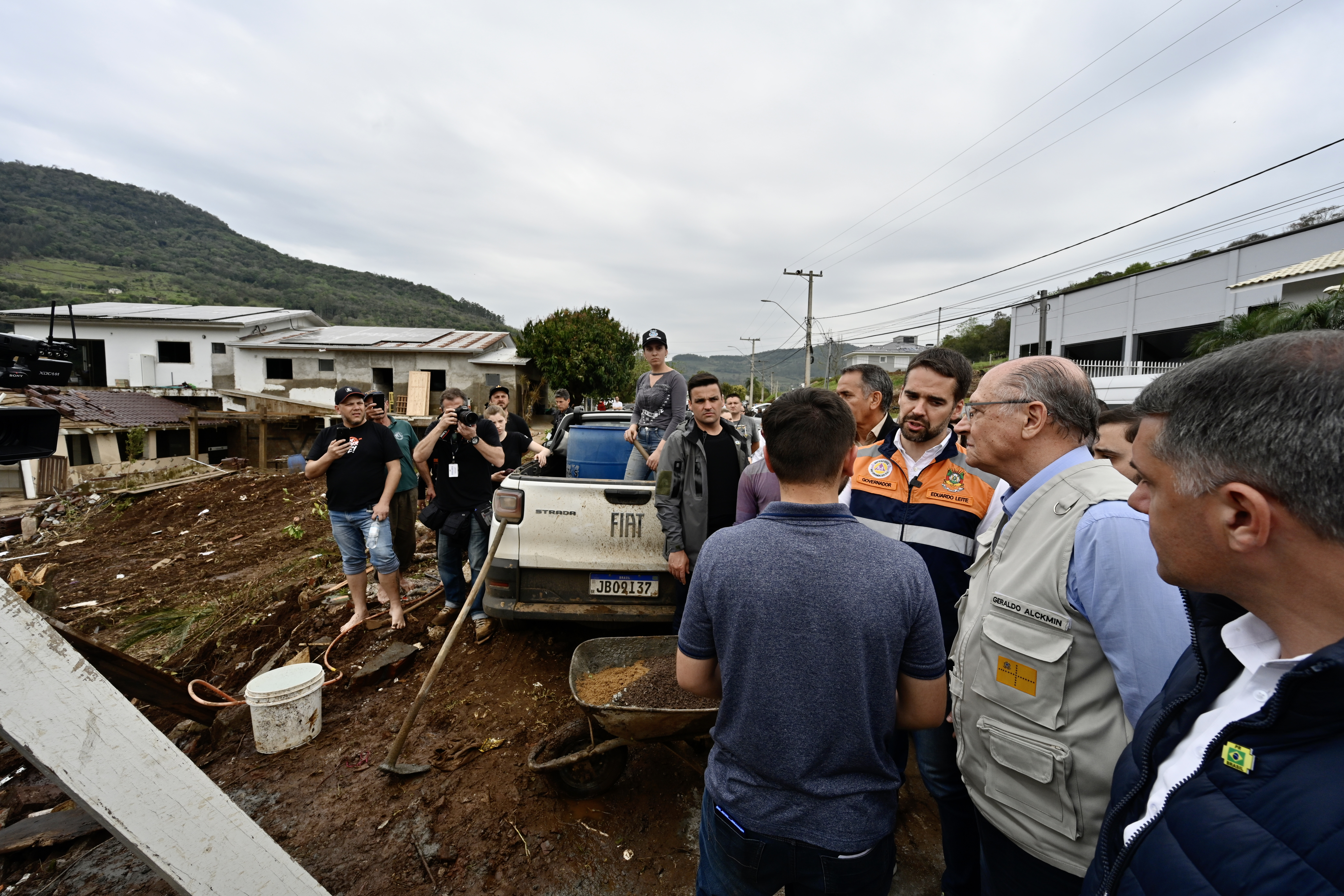
Presidente da República em exercício Geraldo Alckmin e Governador do Estado Eduardo Leite durante visita à área destruída pelas enchentes na cidade de Muçum no Rio Grande do Sul

O governador Eduardo Leite decretou estado de calamidade pública em 80 municípios do estado após fazer um sobrevoo na região no dia 6 de setembro. O governo federal deu aval à medida, o que facilita o acesso a recursos para reagir à destruição causada pela catástrofe.
No dia 5 de setembro, o governo federal enviou dois ministros, Paulo Pimenta (Secretaria de Comunicação Social da Presidência) e Waldez Góes (Integração e Desenvolvimento Regional), ao estado, os quais afirmaram que: "recursos para resgate das vítimas das chuvas no RS não faltarão". O presidente Luiz Inacio Lula Da Silva não visitou o estado por conta de sua participação da cúpula do G20 na Índia.
No dia 8, o governo federal enviou oito ministros e o vice-presidente Geraldo Alckimin à região, quando foi anunciado um repasse para as prefeituras de cidades atingidas no valor de 800 reais por pessoa atingida, além de um valor adicional de 741 milhões de reais em recursos para os municípios afetados. Foram enviados 900 militares das Forças Armadas do Brasil com 54 veículos de transporte, 30 viaturas especializadas e equipamentos de engenharia, 10 embarcações, nove helicópteros, três ambulâncias, 25 barracas e quatro cisternas. Um comando militar unificado, sob orientação do Comando Militar do Sul, também foi estabelecido na região para restabelecer a comunicação em todas as cidades afetadas e montar hospitais de campanha.
Nas redes sociais, Lula lamentou a tragédia e colocou o governo federal à disposição do governo gaúcho, enquanto Leite suspendeu as comemorações do 7 de Setembro e prometeu que "não faltarão recursos do governo do Estado para a reconstrução" do Vale do Taquari. O Papa Francisco enviou uma mensagem aos afetados pelo ciclone e concedeu benção apostólica a todos os afetados.
No dia 8 de setembro o Ministério Público Federal (MPF) instaurou um inquérito civil para apurar eventuais responsabilidades na adoção de medidas que poderiam ter minimizado os estragos. De acordo com o MPF, "as enchentes ocasionaram danos à vida e ao patrimônio de número expressivo de cidadãos residentes nas cidades serranas e dos vales, envolvendo cerca de 30 municípios das microrregiões de Bento Gonçalves, Caxias do Sul e Lajeado".
Em 12 do mesmo mês, Lula anunciou a liberação de 600 milhões de reais do FGTS para vítimas, que somam cerca de 354 mil trabalhadores contemplados. Além disso, declarou que o BNDES ia empenhar 1 bilhão de reais para ações de recuperação da economia da região.